# Qatar Ladies Open 2012 - Qualificazioni singolare
Le qualificazioni del singolare del Qatar Ladies Open 2012 sono state un torneo di tennis preliminare per accedere alla fase finale della manifestazione. I vincitori dell'ultimo turno sono entrati di diritto nel tabellone principale. In caso di ritiro di uno o più giocatori aventi diritto a questi sono subentrati i lucky loser, ossia i giocatori che hanno perso nell'ultimo turno ma che avevano una classifica più alta rispetto agli altri partecipanti che avevano comunque perso nel turno finale.

## Teste di serie
1. Vania King (ritirata)
2. Eléni Daniilídou (primo turno)
3. Aleksandra Wozniak (qualificata)
4. Urszula Radwańska (qualificata)
5. Anne Keothavong (qualificata)
6. Kateryna Bondarenko (qualificata)
7. Vera Duševina (qualificata)
8. Arantxa Rus (primo turno)

1. Anastasija Rodionova (ritirata perché impegnata nella finale di doppio del PTT Pattaya Open 2012)
2. Virginie Razzano
3. Alla Kudrjavceva (primo turno)
4. Kristina Barrois (ultimo turno)
5. Casey Dellacqua (ultimo turno)
6. Bojana Jovanovski (ultimo turno)
7. Heather Watson (ultimo turno)
8. Chang Kai-chen (ultimo turno)

## Qualificate
1. Virginie Razzano
2. Varvara Lepchenko
3. Aleksandra Wozniak
4. Urszula Radwańska

1. Anne Keothavong
2. Kateryna Bondarenko
3. Vera Duševina
4. Caroline Garcia

## Tabellone

### Legenda
| - Q = Qualificato - WC = Wild card - LL = Lucky loser | - ALT = Alternate - SE = Special Exempt - PR = Protected Ranking | - w/o = Walkover - r = Ritirato - d = Squalificato |

### Sezione 1
|  | Primo Turno | Primo Turno        | Primo Turno        | Primo Turno | Primo Turno |  |  | Ultimo Turno | Ultimo Turno     | Ultimo Turno     | Ultimo Turno | Ultimo Turno |  |
|  |             |                    |                    |             |             |  |  |              |                  |                  |              |              |  |
|  | 1           | Vania King         | Vania King         | Vania King  | w/o         |  |  |              |                  |                  |              |              |  |
|  |             | Misaki Doi         | Misaki Doi         | Misaki Doi  |             |  |  |              | Misaki Doi       | Misaki Doi       | 2            | 5            |  |
|  | WC          | Vladimíra Uhlířová | Vladimíra Uhlířová | 1           | 4           |  |  | 10           | Virginie Razzano | Virginie Razzano | 6            | 7            |  |
|  | 10          | Virginie Razzano   | Virginie Razzano   | 6           | 6           |  |  |              |                  |                  |              |              |  |

### Sezione 2
|  | Primo Turno | Primo Turno       | Primo Turno       | Primo Turno | Primo Turno |  |  | Ultimo Turno | Ultimo Turno      | Ultimo Turno      | Ultimo Turno | Ultimo Turno |  |
|  |             |                   |                   |             |             |  |  |              |                   |                   |              |              |  |
|  | 2           | Eléni Daniilídou  | Eléni Daniilídou  | 4           | 5           |  |  |              |                   |                   |              |              |  |
|  |             | Varvara Lepchenko | Varvara Lepchenko | 6           | 7           |  |  |              | Varvara Lepchenko | Varvara Lepchenko | 6            | 6            |  |
|  |             | Ol'ga Savčuk      | Ol'ga Savčuk      | 3           | 1           |  |  | 16           | Chang Kai-chen    | Chang Kai-chen    | 1            | 3            |  |
|  | 16          | Chang Kai-chen    | Chang Kai-chen    | 6           | 6           |  |  |              |                   |                   |              |              |  |

### Sezione 3
|  | Primo Turno | Primo Turno        | Primo Turno        | Primo Turno | Primo Turno |  |  | Ultimo Turno | Ultimo Turno       | Ultimo Turno       | Ultimo Turno | Ultimo Turno |  |
|  |             |                    |                    |             |             |  |  |              |                    |                    |              |              |  |
|  | 3           | Aleksandra Wozniak | Aleksandra Wozniak | 6           | 6           |  |  |              |                    |                    |              |              |  |
|  |             | Kurumi Nara        | Kurumi Nara        | 1           | 1           |  |  | 3            | Aleksandra Wozniak | Aleksandra Wozniak | 6            | 6            |  |
|  |             | Raquel Kops-Jones  | Raquel Kops-Jones  | 3           | 5           |  |  | 14           | Bojana Jovanovski  | Bojana Jovanovski  | 3            | 2            |  |
|  | 14          | Bojana Jovanovski  | Bojana Jovanovski  | 6           | 7           |  |  |              |                    |                    |              |              |  |

### Sezione 4
|  | Primo Turno | Primo Turno       | Primo Turno | Primo Turno | Primo Turno |  |  | Ultimo Turno | Ultimo Turno      | Ultimo Turno | Ultimo Turno | Ultimo Turno |  |
|  |             |                   |             |             |             |  |  |              |                   |              |              |              |  |
|  | 4           | Urszula Radwańska | 6           | 1           |             |  |  |              |                   |              |              |              |  |
|  |             | Lesja Curenko     | 2           | 0           | r           |  |  | 4            | Urszula Radwańska | 6            | 5            | 6            |  |
|  |             | Andreja Klepač    | 6           | 5           | 6           |  |  |              | Andreja Klepač    | 2            | 7            | 4            |  |
|  | 11          | Alla Kudrjavceva  | 1           | 7           | 4           |  |  |              |                   |              |              |              |  |

### Sezione 5
|  | Primo Turno | Primo Turno          | Primo Turno          | Primo Turno | Primo Turno |  |  | Ultimo Turno | Ultimo Turno    | Ultimo Turno    | Ultimo Turno | Ultimo Turno |  |
|  |             |                      |                      |             |             |  |  |              |                 |                 |              |              |  |
|  | 5           | Anne Keothavong      | Anne Keothavong      | 6           | 6           |  |  |              |                 |                 |              |              |  |
|  |             | Laura Robson         | Laura Robson         | 1           | 1           |  |  | 5            | Anne Keothavong | Anne Keothavong | 6            | 6            |  |
|  | WC          | Klaudia Jans-Ignacik | Klaudia Jans-Ignacik | 2           | 1           |  |  | 15           | Heather Watson  | Heather Watson  | 4            | 4            |  |
|  | 15          | Heather Watson       | Heather Watson       | 6           | 6           |  |  |              |                 |                 |              |              |  |

### Sezione 6
|  | Primo Turno | Primo Turno         | Primo Turno         | Primo Turno | Primo Turno |  |  | Ultimo Turno | Ultimo Turno        | Ultimo Turno        | Ultimo Turno | Ultimo Turno |  |
|  |             |                     |                     |             |             |  |  |              |                     |                     |              |              |  |
|  | 6           | Kateryna Bondarenko | Kateryna Bondarenko | 6           | 6           |  |  |              |                     |                     |              |              |  |
|  |             | Alizé Lim           | Alizé Lim           | 1           | 3           |  |  | 6            | Kateryna Bondarenko | Kateryna Bondarenko | 6            | 6            |  |
|  |             | Veronika Kapšaj     | Veronika Kapšaj     | 3           | 1           |  |  | 13           | Casey Dellacqua     | Casey Dellacqua     | 3            | 1            |  |
|  | 13          | Casey Dellacqua     | Casey Dellacqua     | 6           | 6           |  |  |              |                     |                     |              |              |  |

### Sezione 7
|  | Primo Turno | Primo Turno         | Primo Turno         | Primo Turno | Primo Turno |  |  | Ultimo Turno | Ultimo Turno     | Ultimo Turno     | Ultimo Turno | Ultimo Turno |  |
|  |             |                     |                     |             |             |  |  |              |                  |                  |              |              |  |
|  | 7           | Vera Duševina       | Vera Duševina       | 6           | 7           |  |  |              |                  |                  |              |              |  |
|  |             | Abigail Spears      | Abigail Spears      | 3           | 63          |  |  | 7            | Vera Duševina    | Vera Duševina    | 6            | 6            |  |
|  |             | Kristina Mladenovic | Kristina Mladenovic | 4           | 2           |  |  | 12           | Kristina Barrois | Kristina Barrois | 3            | 1            |  |
|  | 12          | Kristina Barrois    | Kristina Barrois    | 6           | 6           |  |  |              |                  |                  |              |              |  |

### Sezione 8
|  | Primo Turno | Primo Turno          | Primo Turno          | Primo Turno          | Primo Turno |  |  | Ultimo Turno    | Ultimo Turno    | Ultimo Turno    | Ultimo Turno | Ultimo Turno |  |
|  |             |                      |                      |                      |             |  |  |                 |                 |                 |              |              |  |
|  | 8           | Arantxa Rus          | Arantxa Rus          | 4                    | 3           |  |  |                 |                 |                 |              |              |  |
|  |             | Caroline Garcia      | Caroline Garcia      | 6                    | 6           |  |  | Caroline Garcia | Caroline Garcia | Caroline Garcia | 6            | 6            |  |
|  |             | Natalie Grandin      | Natalie Grandin      | Natalie Grandin      |             |  |  | Natalie Grandin | Natalie Grandin | Natalie Grandin | 3            | 4            |  |
|  | 9           | Anastasija Rodionova | Anastasija Rodionova | Anastasija Rodionova | w/o         |  |  |                 |                 |                 |              |              |  |